# Glomeroides sabinus
Glomeroides sabinus är en mångfotingart som beskrevs av Shear 1986. Glomeroides sabinus ingår i släktet Glomeroides och familjen klotdubbelfotingar. Inga underarter finns listade i Catalogue of Life.